# Stoneleigh
Stoneleigh is een civil parish in het bestuurlijke gebied Warwick, in het Engelse graafschap Warwickshire.

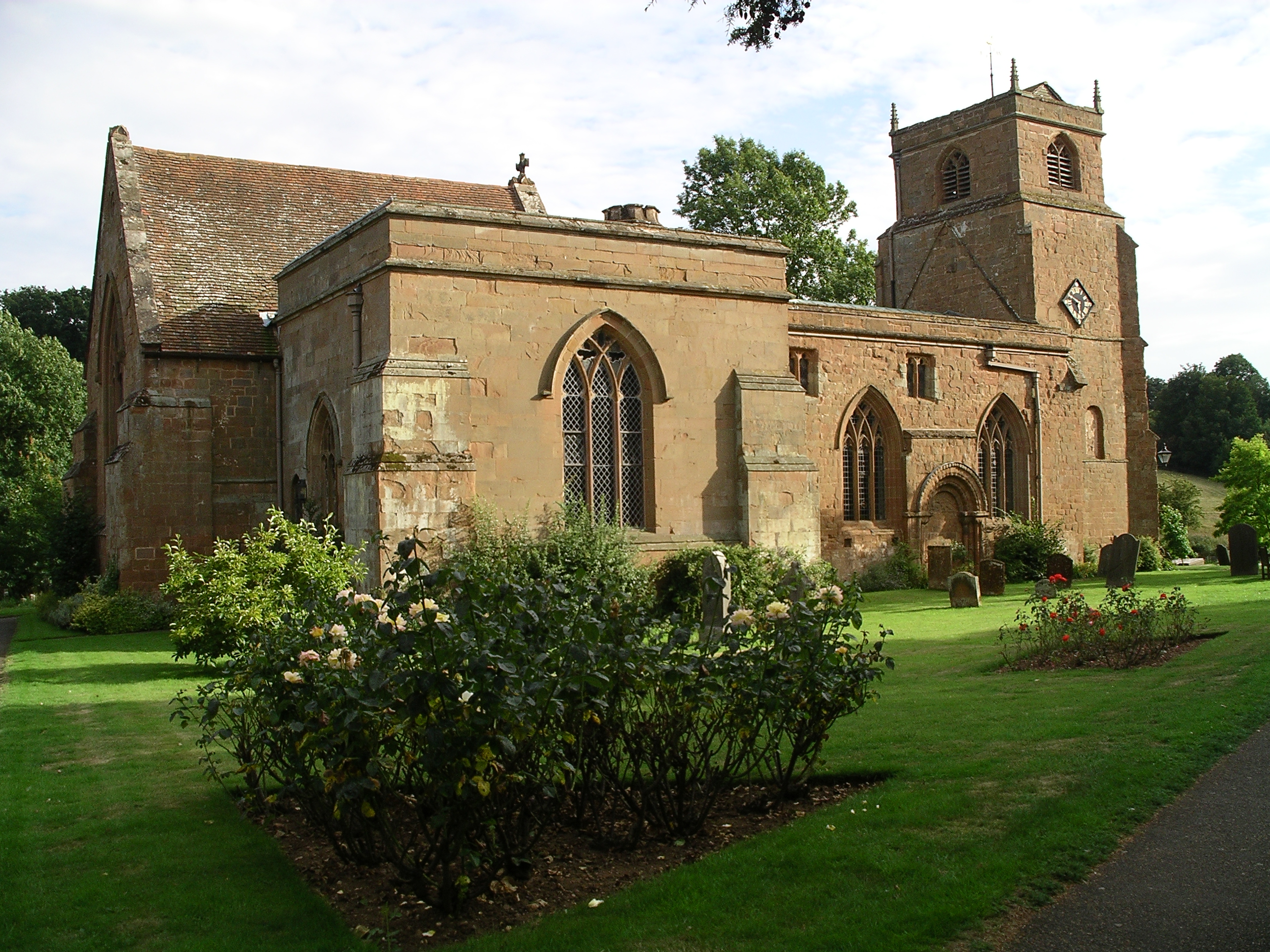
Kerk van de Maagd Maria